# Lepidochrysops victori
Lepidochrysops victori är en fjärilsart som beskrevs av Pringle 1984. Lepidochrysops victori ingår i släktet Lepidochrysops och familjen juvelvingar. IUCN kategoriserar arten globalt som sårbar. Inga underarter finns listade i Catalogue of Life.